# Jan Topiński
Jan Topiński (ur. 13 grudnia 1907 w Krakowie, zm. 15 grudnia 1971 w Warszawie) – prawnik, polski Sprawiedliwy wśród Narodów Świata.

## Życiorys

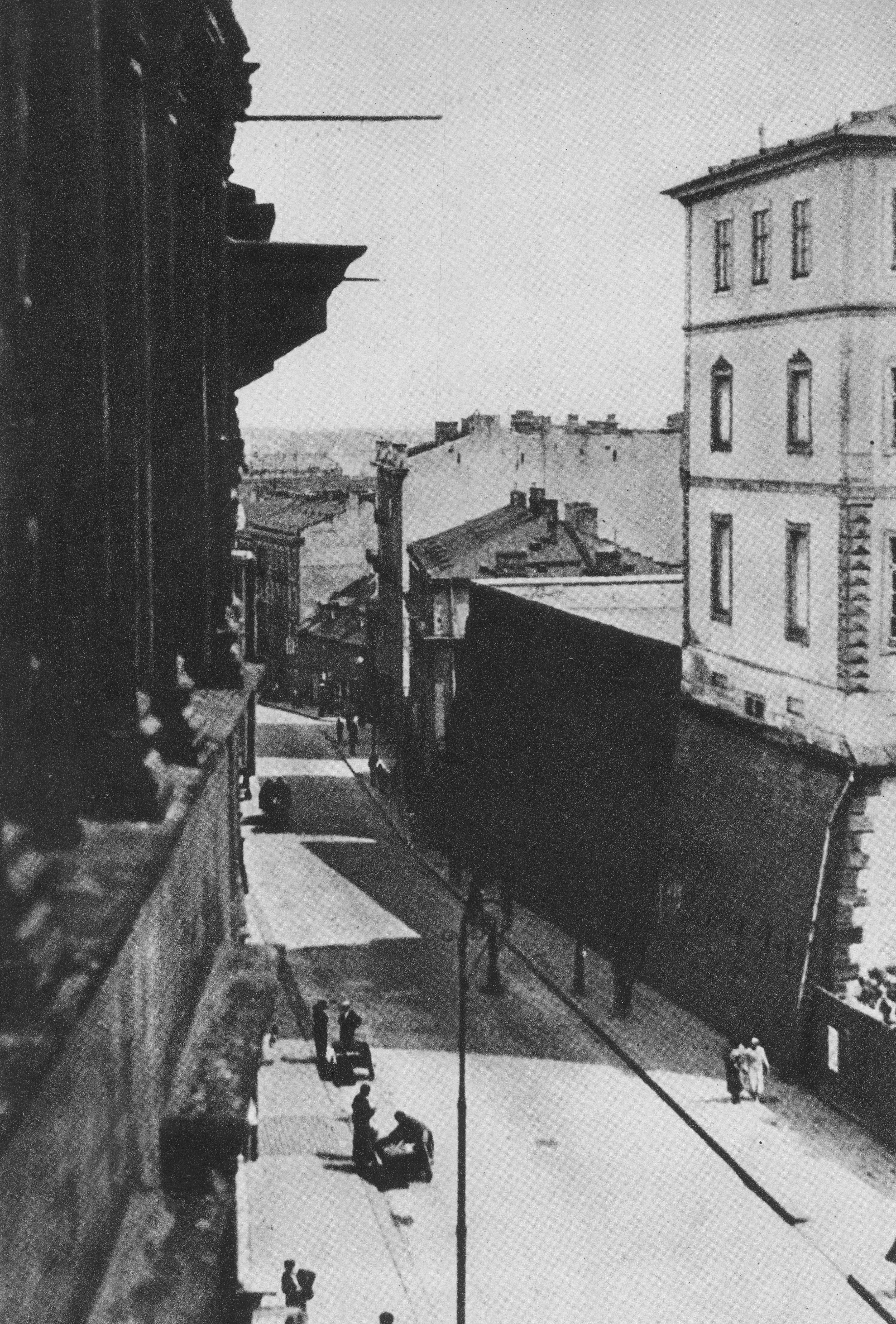
Lata 30. XX w., ulica Tamka w Warszawie, przy której Topiński ukrywał ósemkę Żydów podczas okupacji niemieckiej

### Dzieciństwo i młodość
Jan Topiński urodził się jako syn zecera, przywódcy związku drukarzy Karola i Marii Topińskich. Na przełomie lat 20. i 30. Topiński studiował prawo na Uniwersytecie Jagiellońskim, gdzie poznał Zofię Bielicką, z którą wziął ślub w 1933 r. Topińscy w czasie studiów działali w Związku Niezależnej Młodzieży Socjalistycznej. Na początku lat 30. Topiński pracował w sądzie w Krakowie jako sędzia-cywilista. Po obronie pracy doktorskiej uzyskał awans na stanowisko sędziego sądu apelacyjnego w Warszawie. Piastował to stanowisko do wybuchu II wojny światowej. W 1937 małżeństwo przeprowadziło się z Krakowa na warszawski Żoliborz. Po porzuceniu pracy w sądzie, Topiński zatrudnił się jako prawnik w Warszawskiej Spółdzielni Mieszkaniowej na stanowisku likwidatora Społecznego Przedsiębiorstwa Budowlanego. Oprócz tego podczas okupacji pracował w Biurze Informacji i Propagandy Armii Krajowej. Dodatkowo wspólnie z małżonką wyrabiał dla prześladowanych Żydów fałszywe dokumenty.

### Pomoc Żydom podczas II wojny światowej
Jesienią 1941 r. Topińska zaopiekował się ośmioosobową żydowską rodziną Hasklerów ze Lwowa, umieszczając ich w willi przy ul. Święcickiego 16. Po najeździe szmalcowników Topińscy przenieśli ósemkę do wynajętego mieszkania przy ulicy Tamka 24 na Powiślu. Również podczas okupacji niemieckiej Topiński ukrywał zagrożonych prześladowaniem rodzinę Baumann. Zorganizował dla nich mieszkanie na Grochowie przy ulicy Grochowskiej 69. Jedyną z rodziny Baumanów Jadwigę ocalałą z niemieckiej obławy, Topińscy przetransportowali do nowej kryjówki w Broniszach pod Warszawą, gdzie ocalała doczekała wyzwolenia przez Armię Czerwoną. Kolejną osobą ocaloną przez Topińskiego był Wiktor Jassem. Podczas powstania warszawskiego Jan przebywał na Żoliborzu wspólnie z żoną i synem.

### Losy powojenne
Po przejściu przez obóz w Pruszkowie rodzina dotarła do Krakowa, po czym w 1946 r. wróciła do Warszawy. Topiński znalazł zatrudnienie jako wiceprezes Centralnego Urzędu Planowania i sprawował tę funkcję do końca 1948 roku. W latach 1949–1971 był prezesem Państwowego Arbitrażu Gospodarczego. Napisał wiele książek z dziedziny prawa gospodarczego i cywilnego. Topiński zmarł 15 grudnia 1971 r. Został pochowany na  Cmentarzu Wojskowym na Powązkach (B2 tuje 14).
27 listopada 2007 r. Jan Topiński został odznaczony tytułem Sprawiedliwy wśród Narodów Świata. Wspólnie z nim uhonorowano jego małżonkę, Zofię Topińską.
Z żoną Zofią Topińską miał trzech synów: Piotra (ur. luty 1943 r.), Andrzeja (ur. sierpień 1945 r.) i Wojciecha (ur. marzec 1948 r.).